# Contea autonoma Miao e Buyei di Ziyun
La contea autonoma Miao e Buyei di Ziyun (紫云苗族布依族自治县S, Zǐyún Miáozú Bùyīzú ZìzhìxiànP) è una contea della Cina, situata nella provincia del Guizhou e amministrata dalla prefettura di Anshun.